# Zwart Water (Venlo)

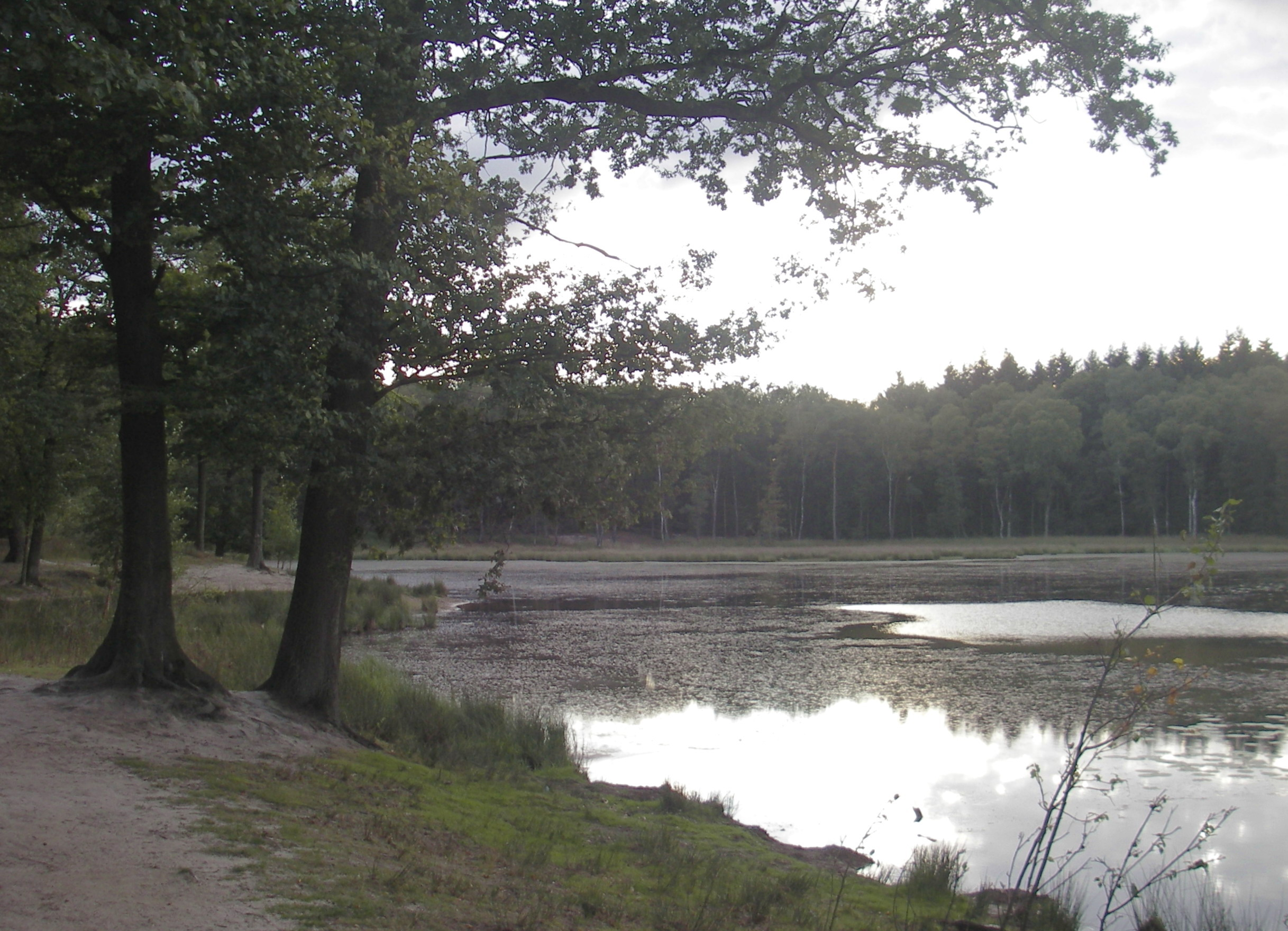
De Venkoelen, een vroegere Maas meander

Het Zwart Water is een gevarieerd natuurgebied rond de Venkoelen en ligt in een oude meander van de Maas. Door het gebied stroomt de Latbeek en aan de rand van het gebied ontspringt de Stepkensbeek. Het bestaat uit vochtige en droge bostypen, grasland en kleine heide-restanten. Het gebied kenmerkt zich door de veelzijdigheid aan grondtypen, waarvan de oudste stammen uit het Perm.
De Weerd, onderdeel van het Zwart Water, is een berken-eikenbos tussen Venlo en Velden. Het grootste water in het gebied is de Venkoelen, gelegen in een oude Maasbedding. De plas is ontstaan door vervening tot in het begin van de 19e eeuw. Ook was hier de winning van rivierklei mogelijk voor de baksteen-industrie. De achtergebleven gronden zijn tegenwoordig grasland, heide en bos in de omgeving van de Ossenberg. Een bijzonder bostype, nog herkenbaar aan de boomsoorten die er staan, is het zogenaamde stadsbos. Na de Tweede Wereldoorlog werd dit ingericht als park met een grote afwisseling van boomsoorten. In 1971 kocht de natuurvereniging Het Limburgs Landschap de eerste delen van het Zwart Water aan.
Het Zwart Water is in 2001 geheel uitgebaggerd. De verlanding kan nu opnieuw beginnen. Het Diepbroek en Schaapsbroek zijn grotendeels bedekt met open berkenbroekbos. Langs de randen van de broekgebieden liggen opgestoven rivierduinen. Deze zijn nu veelal met berken-eikenbos begroeid. Verspreid over de graslanden ligt een aantal drinkpoelen. De Venkoelen is een belangrijke broedplaats voor amfibieën. Ieder voorjaar wordt de Schandeloselaan, die dwars door het gebied loopt, ter hoogte van de plas 's nachts voor gemotoriseerd verkeer afgesloten om de paddentrek ongestoord te laten verlopen.
Het dichte netwerk van wandelpaden is vrij toegankelijk voor wandelaars en ruiters. In de Weerd zijn echter geen wandelpaden aanwezig, maar het is vanaf aangrenzende wegen uitstekend te overzien.